# La Alberca de Záncara
La Alberca de Záncara è un comune spagnolo di 1 853 abitanti situato nella comunità autonoma di Castiglia-La Mancia.